# Yverdon-les-Bains
Yverdon-les-Bains település Svájcban, Vaud kantonban. Lakosainak száma 30 157 fő (2018. december 31.). Yverdon-les-Bains a Neuchâteli-tó északnyugati végén, a Jura északkeleti oldalán található. 
1805 és 1825 között a városban található kastélyban egy oktatási intézmény működött, amelynek vezetője Johann Heinrich Pestalozzi, a neveléstörténet jelentős alakja volt.

## Népesség
A település népességének változása az elmúlt években:
| Lakosok száma | 20 730 | 21 087 | 22 102 | 22 767 | 23 214 | 23 568 | 24 849 | 27 265 | 29 406 | 30 157 |
|               | 1981   | 1985   | 1989   | 1993   | 1997   | 2002   | 2006   | 2010   | 2014   | 2018   |

## Galéria

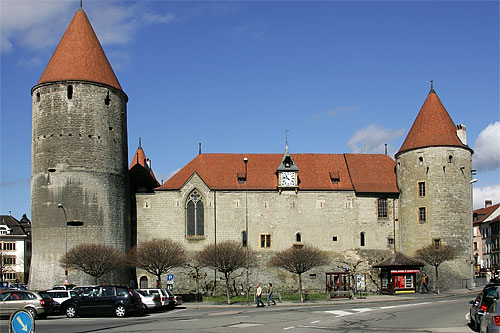
Yverdon kastély
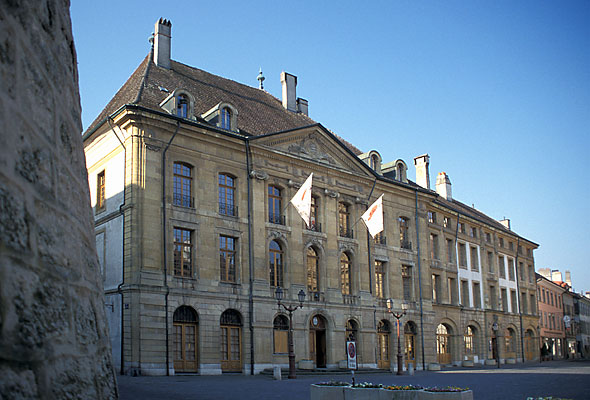
Városháza
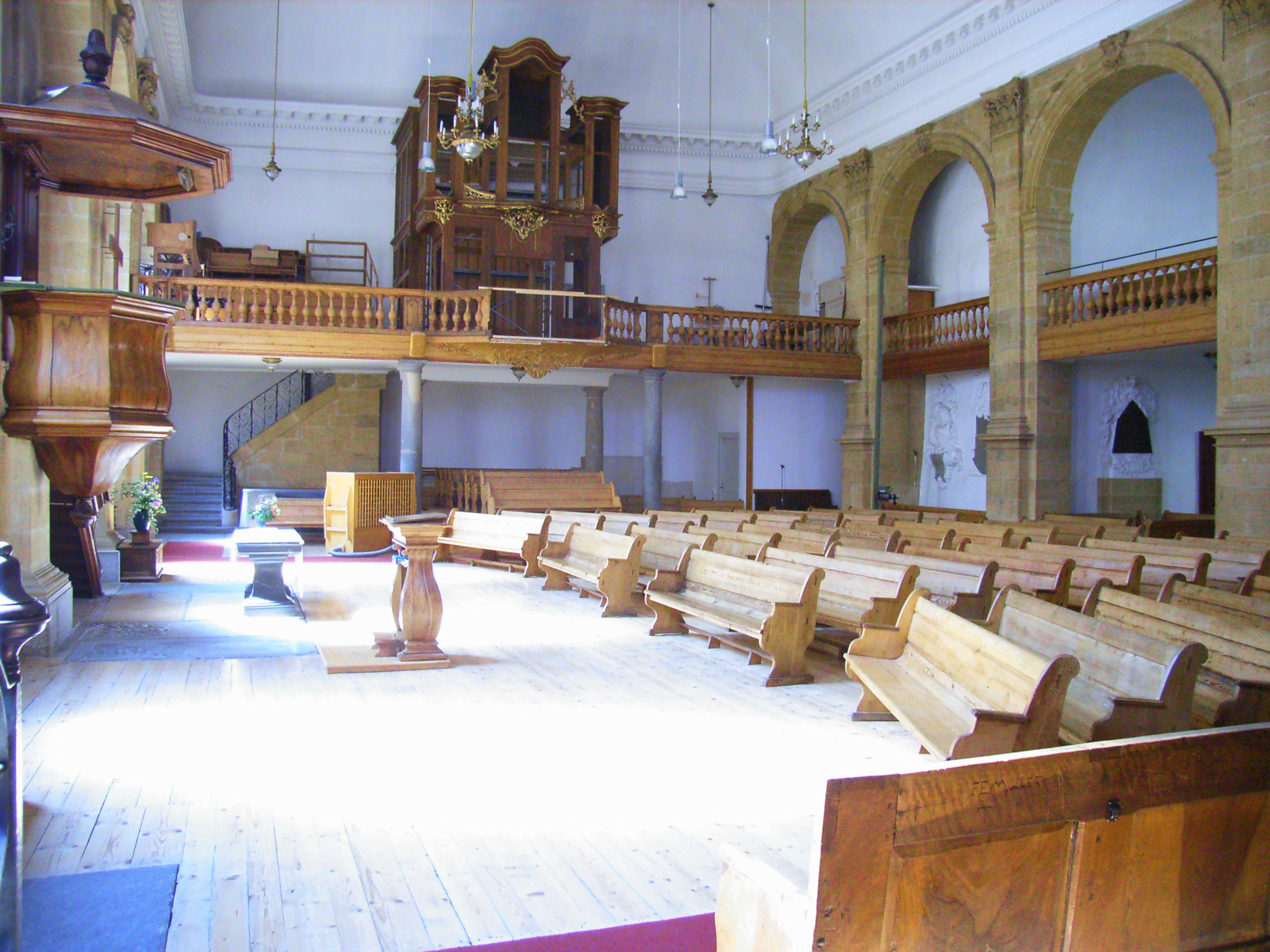
Templom a városban